# Tuffi ai campionati europei di nuoto 2018 - Piattaforma 10 metri sincro maschile
Il concorso dei tuffi dalla piattaforma 10 metri sincro maschile ai Campionati europei di nuoto 2018 si è svolta il 9 agosto 2018 alle 13:30, alla Royal Commonwealth Pool di Edimburgo e vi hanno preso parte 5 coppie di atleti, provenienti da altrettante diverse nazioni.

## Medaglie
| Posizione | Atleti                            | Paese         |
| --------- | --------------------------------- | ------------- |
| Oro       | Oleksandr Bondar Viktor Minibaev  | Russia        |
| Argento   | Matthew Dixon Noah Williams       | Gran Bretagna |
| Bronzo    | Vladimir Harutyunyan Lev Sargsyan | Armenia       |

## Risultati
| Class.  | Nazione       | Tuffatori                         | Punti | Punti | Punti | Punti | Punti | Punti | Punti  |
| Class.  | Nazione       | Tuffatori                         | T1    | T2    | T3    | T4    | T5    | T6    | Totale |
| ------- | ------------- | --------------------------------- | ----- | ----- | ----- | ----- | ----- | ----- | ------ |
| Oro     | Russia        | Oleksandr Bondar Viktor Minibaev  | 52.20 | 51.00 | 83.64 | 74.52 | 71.04 | 90.72 | 423.12 |
| Argento | Gran Bretagna | Matthew Dixon Noah Williams       | 51.60 | 50.40 | 75.24 | 69.12 | 80.58 | 72.96 | 399.90 |
| Bronzo  | Armenia       | Vladimir Harutyunyan Lev Sargsyan | 47.40 | 43.20 | 76.80 | 65.28 | 79.92 | 84.24 | 396.84 |
| 4       | Germania      | Timo Barthel Florian Fandler      | 47.40 | 48.00 | 71.04 | 63.36 | 67.50 | 63.36 | 360.66 |
| 5       | Bielorussia   | Arcëm Baroŭski Vadzim Kaptur      | 52.80 | 48.00 | 70.08 | 65.70 | 46.53 | 71.04 | 354.15 |